# John Barlow Jarvis
Pour les articles homonymes, voir John Jarvis (homonymie), John Barlow et Barlow.
John Barlow Jarvis, né le 2 janvier 1954  à Pasadena (Californie), est un compositeur américain, compositeur, pianiste et chanteur, établi à Nashville (Tennessee) depuis 1982.